# Manuel García Gil
Manuel García Gil (ur. 14 marca 1802 w San Salvador de Camba, zm. 28 kwietnia 1881 w Saragossie) – hiszpański duchowny katolicki, kardynał, arcybiskup Saragossy, profesor teologii, dominikanin.

## Życiorys
W 1826 wstąpił do zakonu Dominikanów. Święcenia kapłańskie przyjął 10 marca 1827. 22 grudnia 1853 został wybrany biskupem Badajoz. 23 kwietnia 1854 w Lugo przyjął sakrę z rąk arcybiskupa Miguela Garcíi Cuesty (współkonsekratorami byli biskupi Santiago Rodríguez Gil i Telmo Maceira). 23 grudnia 1858 objął stolicę metropolitalną Saragossy, na której pozostał już do śmierci. Uczestniczył w obradach Soboru Watykańskiego I. 12 marca 1877 Pius IX wyniósł go do godności kardynalskiej z tytułem prezbitera Santo Stefano al Monte Celio. Wziął udział w konklawe wybierającym Leona XIII.